# نیولا (یوتا)
نیولا (به انگلیسی: Neola) یک منطقهٔ مسکونی در ایالات متحده آمریکا است که در شهرستان دوشن، یوتا واقع شده‌است. نیولا ۹٫۷۸ کیلومتر مربع مساحت و ۴۶۱ نفر جمعیت دارد و ۱٬۸۳۵ متر بالاتر از سطح دریا واقع شده‌است.